# Buctouche River
Buctouche River är ett vattendrag i Kanada.   Det ligger i provinsen New Brunswick, i den östra delen av landet, 800 km öster om huvudstaden Ottawa.
Runt Buctouche River är det glesbefolkat, med 17 invånare per kvadratkilometer.